# Addy (Washington)
Addy es un lugar designado por el censo (en inglés, census-designated place, CDP) situado en el condado de Stevens, estado de Washington. Según el censo de 2020, tiene una población de 210 habitantes.

## Geografía
La localidad está ubicada en las coordenadas 48°21′32″N 117°50′14″O / 48.35889, -117.83722 (48.358908, -117.837187).